# V385 Близнецов
V385 Близнецов (лат. V385 Geminorum) — одиночная переменная звезда в созвездии Близнецов на расстоянии (вычисленном из значения параллакса) приблизительно 19334 световых лет (около 5928 парсек) от Солнца. Видимая звёздная величина звезды — от +13,4m до +12m.
Открыта Отто Моргенротом в 1934 году.

## Характеристики
V385 Близнецов — красный гигант, пульсирующая полуправильная переменная звезда типа SRB (SRB) спектрального класса M. Эффективная температура — около 3287 К.